# Buckley-Klasse
Die Buckley-Klasse bestand aus 102 Geleitzerstörern (US-Navy-Kennung: DE = Destroyer Escort). Diese Schiffe sind von ihrer Größe her eher mit Korvetten zu vergleichen, aber im amerikanischen Benennungsschema zählten sie zu den „kleinen“ Zerstörern. Diese Einheiten wurden in den Jahren 1942–1944 gebaut. Sie dienten im Zweiten Weltkrieg als Geleitschutz für Konvois und wurden hauptsächlich zur U-Boot-Jagd, aber auch zur Flugabwehr eingesetzt. Das Typschiff dieser Klasse war die Buckley (Kennung: DE-51), die am 9. Januar 1943 vom Stapel lief und am 30. April 1943 in Dienst gestellt wurde. Die Schiffe der Buckley-Klasse hatten einen turboelektrischen Antrieb. Die Schiffe bzw. deren Komponenten wurden in verschiedenen Fabriken vorgefertigt, und diese wurden dann in der Schiffswerft zusammengebaut.

## Rumpfnummern
Es wurden insgesamt 102 Schiffe der Buckley-Klasse gebaut. Die Schiffe wurden in Serie gebaut, wobei diese in einem Block an die US Navy geliefert wurden. Nachfolgende Tabelle verdeutlicht dieses Vorgehen.
46 Einheiten dieser Klasse wurde an die Royal Navy geliefert, wo sie als Fregatten klassifiziert und nach Kapitänsnamen aus dem Napoleonischen Krieg benannt wurden. Daher hatte diese Klasse in der Royal Navy und den Namen Captain-Klasse zusammen mit 32 Geleitzerstörern/Fregatten der Evarts-Klasse.
| Von   | Bis   |
| ----- | ----- |
| DE-51 | DE-70 |